# John Wilbye
John Wilbye est un compositeur anglais de la Renaissance, baptisé le 7 mars 1574 et mort vers septembre 1638 à Colchester.

## Biographie
Né à Brome, près de Diss, dans le Suffolk, d'un père tanneur, il bénéficie pour son éducation du patronage de la famille Cornwallis. « À 25 ans environ, il entre au service de la famille Kytson à Hengrave Hall, près de Bury St Edmunds ». Il a les charges de l'enseignement de la musique aux enfants de la famille, de l'entretien des instruments, de la copie des partitions, ainsi que de la composition d'œuvres pour les divertissements privés de ses maîtres. Quand Lady Élisabeth Kytson meurt en 1628, il accompagne Lady Rivers, la plus jeune des filles Kytson, dans sa résidence de Colchester. « À sa mort, il lègue une viole au prince de Galles (futur Charles II), ce qui indique qu'il a été en contacts avec la cour ».
« Il compte parmi les plus grands madrigalistes anglais, bien qu'il n'ait pas été particulièrement prolifique », car il ne publie que deux livres de madrigaux en 1598 et 1609.
Son style, influencé par Thomas Morley, est caractéristique d'une écriture vocale délicate et d'une attention aiguë au texte : il a d'ailleurs un goût pour la poésie introspective et mélancolique, bien en accord avec sa sensibilité. À la recherche constante d'une variété de couleurs, il « se plaît à isoler une voix (ou un demi-chœur) de l'ensemble ». À plusieurs reprises, l'harmonie est audacieuse, faisant usage tantôt de fausses relations entre les modes majeur et mineur, tantôt de « lignes qui tombent par degrés du supérius et du ténor syncopés, créant des discordances momentanées avec le reste de la polyphonie ». C'est que le figuralisme chez Wilbye est toujours utilisé « comme une technique subtile destinée à rehausser la valeur expressive d'un mot ou d'une strophe ».

## Principaux madrigaux
- Adieu, Sweet Amaryllis
- Alas What Hope of Speeding
- All Pleasure is of This Condition
- Cruel, Behold My Heavy Ending
- Down in a Valley
- Draw On Sweet Night
- I Love, Alas, Yet Am Not Loved
- Flora Gave Me Fairest Flowers
- Happy, O Happy He
- Lady, When I Behold
- Lady, Your Words Do Spite Me
- Love Not Me for Comely Grace
- O Wretched Man
- Of Joys and Pleasing Pains
- Oft Have I Vowed
- Sweet Honey-Sucking Bees
- The Lady Oriana
- The Silver Swanne
- There Where I Saw
- Thou Art but Young
- Thus Saith My Cloris Bright
- Weep, Weep O Mine Eyes
- When Shall My Wretched Life
- Ye Restless Thoughts

## Autre pièce
On ne connaît qu'une seule composition pour clavier de Wilbye. Elle a survécu dans le Clement Matchett's Virginal Book : il s'agit d'une transcription d'une gaillarde de John Dowland, The Frogge.

## Sources
- Theodore Baker et Nicolas Slonimsky (trad. de l'anglais par Marie-Stella Pâris, préf. Nicolas Slonimsky), Dictionnaire biographique des musiciens [« Baker's Biographical Dictionary of Musicians »], t. 3 : P-Z, Paris, Robert Laffont, coll. « Bouquins », 1995 (réimpr. 1905, 1919, 1940, 1958, 1978), 8e éd. (1re éd. 1900), 4728 p. (ISBN 2-221-07778-4), p. 4593
- Françoise Ferrand (sous la direction de), Guide de la musique de la Renaissance, Paris, Fayard, coll. « Les Indispensables de la musique », 2011, 1235 p.  (ISBN 978-2-213-60638-5)